# Deuxième maison de Laval
 (mars 2024).
Si vous disposez d'ouvrages ou d'articles de référence ou si vous connaissez des sites web de qualité traitant du thème abordé ici, merci de compléter l'article en donnant les références utiles à sa vérifiabilité et en les liant à la section « Notes et références ».
La deuxième maison de Laval (ou première Maison (branche aînée) de Montmorency-Laval) commence à Mathieu II de Montmorency, et finit à Guy XII de Laval, qui mourut en 1412, laissant pour héritière Anne de Laval, qui avait épousé en 1403 ou 1404, Jean de Montfort, seigneur de Kergolay, lequel s’obligea par son contrat de mariage, lui et ses successeurs, infinitum, de prendre le nom et les armes de Laval (troisième maison de Laval, ou de Laval-Montfort, ou des comtes de Laval),.
Le contrat de mariage entre Mathieu II de Montmorency, connétable de France et Emma de Laval, héritière de la première maison de Laval, stipulait lui-même qu'Emma garderait le gouvernement de ses terres et que les descendants de cette union relèveraient le nom et les armes des Laval. De fait, les aînés de leurs descendants respectèrent cette règle en ne portant que le nom de Laval, quand les cadets furent communément appelés Montmorency-Laval.
À travers Jeanne de Laval, petite-fille de Matthieu de Montmorency qui épousa Louis de Bourbon-Vendôme, bisaïeul de Henri IV, toutes les familles princières et royales d'Europe sont issues de cette deuxième maison de Laval.
```
Emma de Laval
 (
1200
-
1264
)
X  
Mathieu 
II
 de Montmorency
 dit 
le Grand

│
├─>Avoise de Laval (
1218
-)
│  X  
Jacques
 
I
er
 
de Château-Gontier

│
├─>
Guy 
VII
 baron de Laval
 (-
1267
)
│  X  
Philippa de Vitré

│  │
│  ├─> 
Guy 
VIII
 de Laval
 (-
1295
)
│  │  X 
Isabelle de Beaumont-Gâtinais

│  │  │
│  │  ├─> 
Guy 
IX
 de Laval
 
│  │  │  X 
Béatrix de Gavre

│  │  │  │
│  │  │  ├─> 
Guy 
X
 de Laval
 
│  │  │  │  X 
Béatrix de Bretagne
 (1295 - 
1389
), fille du duc 
Arthur 
II
 de Bretagne

│  │  │  │  ├─> 
Guy 
XI
 de Laval
 
│  │  │  │  │    X 
Isabeau de Craon

│  │  │  │  │
│  │  │  │  ├─> 
Guy 
XII
 de Laval
 
│  │  │  │  │   X 
Jeanne de Laval-Châtillon-Tinténiac
, ci-dessous
│  │  │  │  │   │
│  │  │  │  │   ├─> 
Anne de Laval
 
│  │  │  │  │       X 
Jean 
I
er
 de Montfort
 (
1385
-
1415
), 
baron d'Acquigny
, 
│  │  │  │  │       devient 
Guy 
XIII
 de Laval
 après son mariage ; leur fils 
Guy 
XIV
 est le premier 
comte de Laval

│  │  │  │  │
…Branche de Montfort-Laval (troisième Maison de Laval, ensuite fondue dans les 
Rieux
, 
Coligny
, 
La Trémoille
)…

│  │  │  │  │
│  │  │  │  ├─> 
Catherine de Laval
 
│  │  │  │     X 
Olivier 
V
 de Clisson

│  │  │  │
│  │  │  ├─> 
Foulques de Laval
 
│  │  │  │  X Jeanne 
la Folle
-
Chabot
 de 
Retz
 (Rais)
│  │  │  │  │
│  │  │  │  ├─> 
Guy de Laval
 dit 
Brumor de Laval
 (†1383), 
│  │  │  │  │   X Jeanne de Montmorency, dame de 
Blaison

│  │  │  │  │   X Tiphaine de Husson
│  │  │  │  │   │
│  │  │  │  │   ├─> 
Guy 
II
 
de Laval-Rais

│  │  │  │  │   │   X Marie 
de Craon
-
La Suze

│  │  │  │  │   │   ├─> 
Gilles de Rais
 
│  │  │  │  │   │   │   X Catherine de Thouars
│  │  │  │  │   │   │…
│  │  │  │  │   │   ├─> 
René 
de Laval de Rais
 
de La Suze

│  │  │  │  │   │   │   X Marie de Champagne-au-Maine
│  │  │  │  │   │   │…
│  │  │  │  │   X Clémence Du Guesclin
│  │  │  │  │
│  │  │  │  ├─> Marie de Laval 
│  │  │  │  │   X Guillaume Sauvage
│  │  │  │  │
│  │  │  │  ├─> Philippe de Laval 
│  │  │  │  │   X Alain de Saffré
│  │  │  │
│  │  │  ├─> Catherine de Laval
│  │  │  │  X 
Girard 
IV
 
Chabot
 de 
Retz
, frère de Jeanne 
la Folle
 ci-dessus
│  │  │  
│  │  X Jeanne de Brienne
│  │  │
│  │  ├─> Jean de Laval de 
Châtillon-en-Vendelais

│  │  │  X Isabeau de 
Tinténiac

│  │  │  ├─> 
Jeanne 
de Laval-Châtillon-Tinténiac

│  │  │  │  X 
Bertrand Du Guesclin

│  │  │  │  X 
Guy 
XII
 de Laval
, ci-dessus
│  │  │
│  │  ├─> Matthieu de Laval
[
3
]

│  │  │  X 
│  │  │  ├─> François de Laval
[
3
]

│  │  │
│  │  ├─> 
Thibault de Laval
 
│  │  │
│  │  ├─> Guy de Laval 
│  │  │
│  │  ├─> 
André de Laval
 
│  │  │  X Eustache de 
Bauçay

│  │  │  │
│  │  │  ├─> 
Guy 
I
er
 
de Laval
-
Loué

│  │  │  │  X Jeanne de 
Pommerieux

│  │  │  │  │ 
│  │  │  │  ├─> 
Jean de Laval

│  │  │  │  │   X Marie de Beaupréau
│  │  │  │  │   X Mahaut le Vayer
│  │  │  │  │ 
│  │  │  │  ├─> Guy de Montjean
│  │  │  │  │   X Marguerite 
Machefer

│  │  │  │  │ 
│  │  │  │  ├─> 
Thibault 
I
er
 de Laval

│  │  │  │  │   X Jeanne de Maillé
│  │  │  │  │   │
│  │  │  │  │   ├─>
Thibault 
II
 de Laval-Loué
│  │  │  │  │   │  X  Anne de Maimbier
│  │  │  │  │   │  │
│  │  │  │  │   │  ├─> Voir : 
Deuxième maison de Montmorency-Laval
 : 
Laval
-
Bois-Dauphin

│  │  │  │  │   │
│  │  │  │  │   ├─> 
Guy 
II
 de Laval-Loué

│  │  │  │  │   │   X Charlotte, dame de 
La Faigne
, fille de 
Jean 
I
er
 de 
Sainte-Maure
 et 
Montgauger
, seigneur de 
Nesle

│  │  │  │  │   │   │
│  │  │  │  │   │   ├─> Voir 
Deuxième maison de Montmorency-Laval
 : 
Laval-
Loué
 (Laval-Montmorency); et 
Laval-
La Faigne
, Laval-Auvilliers, 
Laval
-
Tartigny
, 
Laval
-
Montigny
 (dont 
St François
, 
premier évêque de Québec
), 
Laval
-
Lezay
 (dont les 
ducs de Laval
)
│  │  │  │  │   │
│  │  │  │  │   ├─> 
Jean 
de Laval
-
Brée

│  │  │  │  │   │   X Françoise Gascelin
│  │  │  │  │   │   │
│  │  │  │  │   │   ├─> 
Louis 
I
er
 de Laval

│  │  │  │  │   │   │   X Renée le Sanglier
│  │  │  │  │   │   │   │
│  │  │  │  │   │   │   ├─> 
Louis 
II
 de Laval

│  │  │  │  │   │   │   │   X Anne Accarie
│  │  │  │  │   │   │   │   
│  │  │  │  │   │   │   │   
│  │  │  │  …
│  X 
Thomasse de Mathefelon
```